# Funky Diamonds
Funky Diamonds war die erste deutsche Girlgroup, die etwa zur gleichen Zeit wie die Spice Girls in Erscheinung trat.

## Geschichte
Die Gruppe bestand ursprünglich aus den fünf Mitgliedern Simone, Diethilde, Indra, Sibel und Yvonne, welche sich auch schon vor ihrer gemeinsamen Zeit im Rampenlicht privat kannten. Durch die Folgen eines schweren Verkehrsunfalls musste Sibel die Gruppe allerdings wieder verlassen, jedoch nahm Kira 1996 ihren Platz ein. Bereits drei Jahre später verließ sie die Band wieder.
Von 1993 bis 1996 waren die Funky Diamonds als reine Tanzgruppe aktiv, unter anderem als Hintergrundtänzerinnen für DJ BoBo. Dadurch wurde die Plattenfirma Boombastic Music Berlin auf sie aufmerksam und nahm die Freundinnen unter Vertrag. Außerdem wurde ihre Karriere fortan durch Vocalcoaching unterstützt, sodass sie bald zu Gesangskünstlern avancierten. Die Gruppe hatte hauptsächlich in Japan großen Erfolg, in Deutschland blieb der Erfolg aber aus – trotz Auftritten als Vorgruppe der Backstreet Boys und *NSYNC und hoher Medienpräsenz.
Nach sieben Singles und zwei Alben löste sich die Gruppe dann im Dezember 1999 auf. Zeitgleich mit dem Erscheinen des zweiten Albums verließ Kira die Gruppe. Obwohl sie auf einigen Songs zu hören ist, wurde ihr Foto vom Albumcover entfernt, da sie auch keinen der Auftritte mit absolvierte. Auf der japanischen Version ist sie allerdings zu sehen.
Danach versuchte Indra mit einer Solosingle ein Comeback zu landen, doch aufgrund persönlicher Differenzen mit ihrem Management blieb es bei einer Single.
Bis heute arbeiten sie weiter als Tänzerinnen bzw. als Call-in-Animateurinnen.

## Mitglieder
- Simone „Mo“ Peter (Tänzerin u. a. bei den Bands Captain Jack, Masterboy, Cordalis)
- Diethilde „Dee Dee“ Gomes, geb. Weinschrott (Tänzerin unter anderem bei Culture Beat; jetzt Moderatorin beim Sportsender DSF)
- Yvonne „Y“ Spath (Tänzerin bei Sarah Connor; ehemalige Sqeezer-Frontfrau; Moderatorin unter anderem in der Sendung Money Express bei VIVA und bei Nickelodeon)
- Indra Zimmermann (Tänzerin u. a. bei DJ BoBo; veröffentlichte 2000 eine eigene Single)
- Kira Lingenberg (Tänzerin u. a. bei B.G. The Prince of Rap, Sir Elton John; Schauspielerin u. a. bei „Unter uns“, leitet eigenes Studio für Pilates in Berlin)
- Sibel Dugan (ehemaliges Mitglied, Tänzerin u. a. Grooveminister und Sweetbox)

## Diskografie

### Alben
- Funky Diamonds (1997, die japanische Version enthält vier Bonustracks)
- 5 Track Diamond Shaped Album Sampling (1997), Diamantenförmige Promo-CD
- Diamonds Are Forever (1999)

### Singles
- Move Your Way (1994) with Amadeus & Lila Pearl
- Bad Girls (1996)
- I Know That You Want Me (1997)
- It’s My Game (1997)
- Get It On (1997)
- It’s All About You (1998, Promo-Single)
- Get Funky Go Sista (1998)
- Night Fever (1998, erschien nur in Japan)
- I Wanna Have... (1999)
- + Go Hand in Hand for Christmas Day (Beteiligung an dieser Charity-Single 1997 zusammen mit Sista Sista, Bed & Breakfast, 3Deep, Lorenza, Joy, Sugar & Cream, Michael Evans, Amex Love und R&B)
- + The Day Before Christmas (exklusiv 1997 auf dem Charity-Album Go Hand in Hand for Christmas Day sowie als B-Track der japanischen Single-Version von Get It On erschienen)

### Videoalben
- Funky Diamonds – Das Homevideo 1997 – Alles was du schon immer von den Funky Diamonds wissen wolltest

## Auszeichnungen
- 1998: R.SH-Gold-Award in der Kategorie „erfolgreichste Girlgroup aus Deutschland 1997“

## Auftritte
- im Vorprogramm von den Backstreet Boys und *NSYNC
- in der RTL II Daily Soap Alle zusammen – jeder für sich
- im ZDF-Film „Twiggy – Liebe auf Diät“
- im Dokumentarfilm „Popstar“
- bei The Dome am 3. Mai 1997 und 29. November 1997

## Sonstiges
- 2004 gründeten Mo und Indra zusammen mit Sabine Repás (Ex-Sängerin bei Captain Jack) und Inez eine Tanzgruppe unter dem Namen „Funky Diamonds“. Veröffentlichungen neuer CDs sind aber nicht geplant.
- Auf der Debüt-Single „Bad Girls“ 1996 war Joy Denalane als Backgroundsängerin zu hören.
- 1998: Werbung für eine Schweizer Schuhfirma